# Агидель (журнал)
«Агиде́ль» (башк. Ағиҙел Ағиҙел д·і) — радянський, потім башкирський щомісячний літературно-публіцистичний журнал. Видається башкирською мовою.
«Товстий журнал» башкирською мовою, де разом з новими творами письменників Башкортостану і літературознавчими працями вчених, регулярно друкуються матеріали про політичне, соціальне і економічне життя республіки, розвиток науки, культури, просвіти.
Перший номер вийшов під назвою «Новий шлях» («Яңы юл») у березні 1923, з 1930 — «Жовтень», з 1949 — «Әҙәби Башҡортостан», с 1961 сучасна назва. У роки Другої світової війни не друкувався.
Наклад: 38 тис. примірників (1968) (такі дані наводить Велика радянська енциклопедія. — М.: Советская энциклопедия. 1969—1978), 12 тис. прим. (1995) (такі дані наводить енциклопедія «Башкортостан»).
Передплатний індекс: Каталог «Газеты и журналы Республики Башкортостан» 73001, Каталог газет і журналів «Почта России» 73001.
Журнал є головним літературним періодичним виданням Республіки Башкортостан. В журналі друкувалися і друкуються всі класики літератури Башкортостана.